# Marco Ehmann
Marco Ehmann (* 3. August 2000 in Spaichingen, Deutschland) ist ein rumänisch-deutscher Fußballspieler. Er spielte in den Jugendmannschaften diverser Vereine in seinem Geburtsland, bevor er im Jahr 2018 nach Rumänien zu Dinamo Bukarest wechselte. Dort stand Ehmann bis 2022 unter Vertrag und lief zwischenzeitlich mittels einer Leihe für Farul Constanța und für CSM Școlar Reșița auf. Seit Sommer 2022 spielt er in Zypern für Enosis Neon Paralimni. Des Weiteren war Marco Ehmann deutscher U16-Nationalspieler und gehört derzeit den Kadern der rumänischen Nachwuchsnationalmannschaften an.

## Karriere

### Verein
Marco Ehmann, dessen Eltern aus Rumänien kamen – seine Mutter kommt aus Lugoj und sein Vater aus Darova –, wurde in Spaichingen unweit von Tuttlingen geboren und begann seine aktive Karriere bei den Bambinis des ortsansässigen Fußballvereins, bevor er im Alter von zehn Jahren zum SSV Reutlingen wechselte. Im Jahr 2011 folgte die Sichtung am DFB-Stützpunkt in Aldingen – damit einhergehend wurde er in die Landesauswahl Württembergs – und ein Jahr später der Wechsel in das Nachwuchsleistungszentrum des SC Freiburg. Ehmann spielt drei Jahre in den Jugendmannschaften des SCF, bevor er zu Borussia Dortmund wechselt, da es in Dortmund ein Konservatorium gibt. Im Jahr 2017 zog er sich eine Verletzung zu und absolvierte nach seiner Genesung drei Partien. Es folgt der Wechsel in die Jugendabteilung des Karlsruher SC, wo Marco Ehmann nur ein Jahr blieb.
Im Jahr 2018 stand er vor einem Wechsel zu CFR Cluj, doch er entschied sich für eine Vertragsunterschrift bei Dinamo Bukarest. Da Ehmann in der Hinrunde der Saison 2018/19 zu keinem Einsatz kam, folgte eine Leihe zum Zweitligisten Farul Constanța. Für diesen Verein kam er zu elf Einsätzen und dabei allesamt über die komplette Spielzeit. Zur Saison 2019/20 verlieh Dinamo Bukarest Marco Ehmann an CSM Școlar Reșița, wo er im Ligaalltag ebenfalls regelmäßig zum Einsatz kam und zumeist durchspielte. Es folgte schließlich zur Rückrunde die Rückkehr zu Dinamo, für die er bis Saisonende lediglich zwei Partien absolvierte. In der Saison 2020/21 kam Ehmann auch verletzungsbedingt nicht oft zum Einsatz, doch bei seinen wenigen Einsätzen hatte er oftmals das Startelfmandat erhalten. Die gleiche Situation gab es für ihn auch in der Saison 2021/22.
In der Sommertransferperiode der Saison 2022/23 ging Marco Ehmann nach Zypern und schloss sich Enosis Neon Paralimniou an.

### Nationalmannschaft
Während seiner Zeit beim SC Freiburg wurde Marco Ehmann für einen Lehrgang der deutschen U15-Nationalmannschaft eingeladen, allerdings kam er für diese Altersklasse nie zum Einsatz. Am 15. Mai 2016 absolvierte er beim 1:1-Unentschieden in Soissons gegen Frankreich sein erstes und einziges Spiel für die U16 Deutschlands.
Später entschied sich Ehmann, für die rumänischen Auswahlmannschaften zu spielen und nahm mit der U18-Nationalmannschaft der Rumänen an einem Turnier im spanischen La Manga teil. Für diese Altersklasse absolvierte er sieben Spiele und in drei davon führte er die Mannschaft als Kapitän an. In der Folge kam Marco Ehmann auch für die U19 Rumäniens zum Einsatz und steht derzeit im Kader der rumänische U21-Nationalmannschaft, allerdings hat er bisher kein Spiel absolviert.